# Grand Surprise
Le Grand Surprise est une classe de voilier conçue pour la balade côtière, la navigation sportive ou la régate. C'est un monotype de série dessiné pour naviguer vite. 

## Description
Il est construit par le chantier Archambault dans la Vienne (86). Très largement représenté lors des dernières éditions du Challenge Spi Dauphine (où il fait l'objet d'un trophée particulier par extraction monotypique du classement général depuis la 30e édition), de la Course Croisière EDHEC et du Spi Ouest-France, le Grand Surprise et sa monotypie confirment l’intérêt qu’ils suscitent auprès des régatiers. C'est en 2011 la deuxième série monotype en France, et une série très active sur le lac Léman en Suisse (près de 50 bateaux).
En 2011 le Grand Surprise était le bateau le plus représenté à la Course Croisière EDHEC avec 56 Grand Surprise en lice sur quelque 200 voiliers. Les finales se couraient d'ailleurs dessus.
C'est également le bateau utilisé de 2007 à 2017 pour la Coupe du Monde de Voile des Étudiants (Student Yachting World Cup).